# Nothopleurus bituberculatus
Nothopleurus bituberculatus là một loài bọ cánh cứng trong họ Cerambycidae.